# Heather Goldenhersh
Heather Goldenhersh est une actrice américaine née le 26 mars 1973 à Chicago (Illinois).

## Filmographie

### Cinéma
- 1996 : I'm Not Rappaport : Strike Woman
- 1997 : Swallowed (court-métrage) : Trina
- 2000 : Spin the Bottle : Rachel
- 2001 : Danny Balint (The Believer) : Linda
- 2001 : Amours suspectes (Unconditional Love) : la fille de Grace
- 2002 : Nicholas Nickleby : Fanny Squeers
- 2003 : Rock Academy (The School of Rock) : Sheila
- 2004 : Le Marchand de Venise (The Merchant of Venice) : Nerissa
- 2004 : Dr Kinsey (Kinsey) : Martha Pomeroy
- 2004 : Coney Island (court-métrage)
- 2005 : Southern Belles : Margery
- 2006 : Mariage Express (Wedding Daze) : Jane
- 2008 : Jeux de dupes (Leatherheads) : Belinda / Flapper
- 2016 : Ave, César ! : Natalie,la secrétaire d'Eddie Mannix

### Télévision
- 2000 : Gatsby Le Magnifique (The Great Gatsby) (téléfilm) : Myrtle Wilson
- 2000 : Sex and the City (série TV) : Jenna, 1 épisode
- 2003 : New York, section criminelle (saison 2, épisode 10) : Roseanne Connelly
- 2003 : New York, unité spéciale (saison 4, épisode 14) : Ellen Swanson
- 2006 - 2007 : La Classe (The Class) (série TV) : Lina Warbler, 24 épisodes

## Théâtre
- Doute de John Patrick Shanley, mis en scène par Doug Hughes et joué au Walter Kerr Theatre de mars 2005 à juillet 2006